# Köpingsposten
Köpings-Posten var en dagstidning utgiven i Köping perioden 18 november 1887 till 21 juni 1963. Fullständig titeln var också Köpins-Posten hela tiden.Tidningen uppsattes och äges av Köpings-Postens aktiebolag, för vilket bolagsordning stadfästes 28 oktober 1887.

## Redaktion
Redaktionsort  för tidningen var hela utgivningen Köping. Politiskt verkade tidningen för  samhällsbevarande och tendensen var konservativ. Enligt Lundstedts Sveriges Periodiska litteratur gavs utgivningsbevis för tidningen åt redaktören Oscar Reinhold Ericson (med flera signaturer Reinhold Winter, Jago, Parisis, -ld E-n, R. E.) den 29 oktober 1887. Efter honom blev litteratören Adolf Erland Stenström innehavare av beviset från 1 mars 1889. Han följdes av Johan Reinhold Alsterlund den 1 mars 1890, som dog 25 september 1899 och  änkan Nanny Eleonora Alsterlund fick överta beviset den 26 september 1899.   J. August Gartz var medarbetare i tidningen från sommaren 1888 till maj 1890.
Uppgifter om ansvarig utgivare stämmer inte mellan källorna. Nya Lundstedt uppger J. F. Säfberg som ansvarig utgivare från 21 december 1872 till 12 februari 1900. Att han skulle varit ansvarig utgivare 15 år före tidningen grundande är orimligt.  J. F. Säfberg  var ansvarig utgivare för Köpings Tidning från den 21 december 1872 till nedläggning 1897. Möjligen har en förväxling skett i KB:s dokumentation.
Tidningen kom ut 2 dagar i veckan tisdag och fredag till 1899. Utgivningen två dagar i veckan fortsatte men nu onsdag och lördag på morgonen till december 1904. 1905 blev tidningen tredagar med tisdag, torsdag och lördag men bara året ur. 1906 till 1917 var utgivningsdagar måndag, onsdag och fredag men nu på kvällen. Detta fortsatte till 1963 men på eftermiddagen.
| Period                                                        | Ansvarig utgivare                                             | Titel                                                         | Period                 | Redaktör         |
| För ansvariga utgivare se innehavare av utgivningsbevis ovan. | För ansvariga utgivare se innehavare av utgivningsbevis ovan. | För ansvariga utgivare se innehavare av utgivningsbevis ovan. | 1899-10-01--1901-03-30 | Lagergren, C. V  |
| 1900-02-13--1901-11-08                                        | Erixon, Karl Johan Leonard                                    | boktryckerifaktorn utgivare                                   | 1901-04-03--1901-09-29 | Erixon, Johan    |
| 1901-11-09--1936-03-29                                        | Willhard, Anders                                              | redaktören                                                    | 1901-10-02--1936-03-27 | Willhard, Anders |
| 1936-03-30--1946-01-13                                        | Svensson, Knut Arvid                                          | redaktören                                                    | 1936-04-01--1946-05-24 | Svenson, Arvid   |
| 1946-01-14--1963-06-21                                        | Jogsten, Torsten                                              |                                                               | 1946-05-27--1946-06-12 | Ingen uppgift    |
|                                                               |                                                               |                                                               | 1946-06-14--1963-06-21 | Jogsten, Torsten |

## Tryckning
Förlag  var hela utgivningen Köpings-postens aktiebolag i Köping. Tidningen trycktes hos Köpings-Postens aktiebolags tryckeri. Typsnitt var hela tiden antikva. Tidningen hade under hela utgivningen 4-8 sidor, ett eller två vikta ark. Satsyta för tidningen var stora ofta 68x44 cm. Minst satsyta var 1932 då tidningen trycktes på formatet 49x32-31 cm. Färgen var bara svart, Upplagan var 1700 exemplar 1904 och ökade till över 3000 1927. under 1940-talet nådde upplagan en topp med 4000 exemplar 1949 och under 1950-talet var toppnoteringen 4300 under flera år. De sista åren minskade upplagan och 1962 var den 3300 exemplar. Priset för tidningen var 1900 2kr 50 öre och ökade sedan till 12 kronor 1921, men var sedan stabilt och kostnaden var 12 kronor också 1941. Under 1950-talet steg priset så att det var 37 kronor 1960.